# Monophyllus redmani
Monophyllus redmani је врста слепог миша из породице Phyllostomidae. 

## Распрострањење
Врста има станиште у Бахамским острвима, Доминиканској Републици, Доминици, Јамајци, Куби, Порторику и Хаитију.

## Станиште
Врста Monophyllus redmani има станиште на копну.

## Угроженост
Ова врста није угрожена, и наведена је као последња брига јер има широко распрострањење.

### Популациони тренд
Популација ове врсте је стабилна, судећи по доступним подацима.